# Flauta de Pan

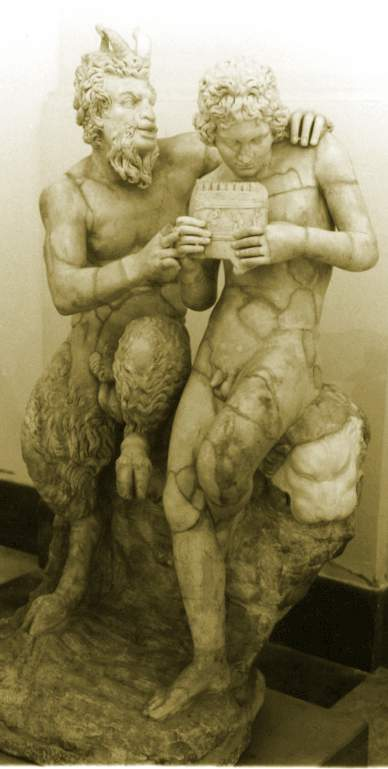
Estatua de mármol de Pan enseñando a Dafnis a tocar la siringa.

La Flauta de Pan es el nombre genérico de un instrumento de viento compuesto basado en el principio de la resonancia acústica del tubo cerrado. Está formado por cañas huecas, pero existen versiones en madera, marfil, metal y plástico. Se trata de un instrumento musical presente en diferentes culturas y, por ende, con distintos nombres. En griego se llamó siringa (en griego σΰριγγος, síringos) y toma su nombre actual por su asociación con el dios Pan.

## Tipos

### Zampoña

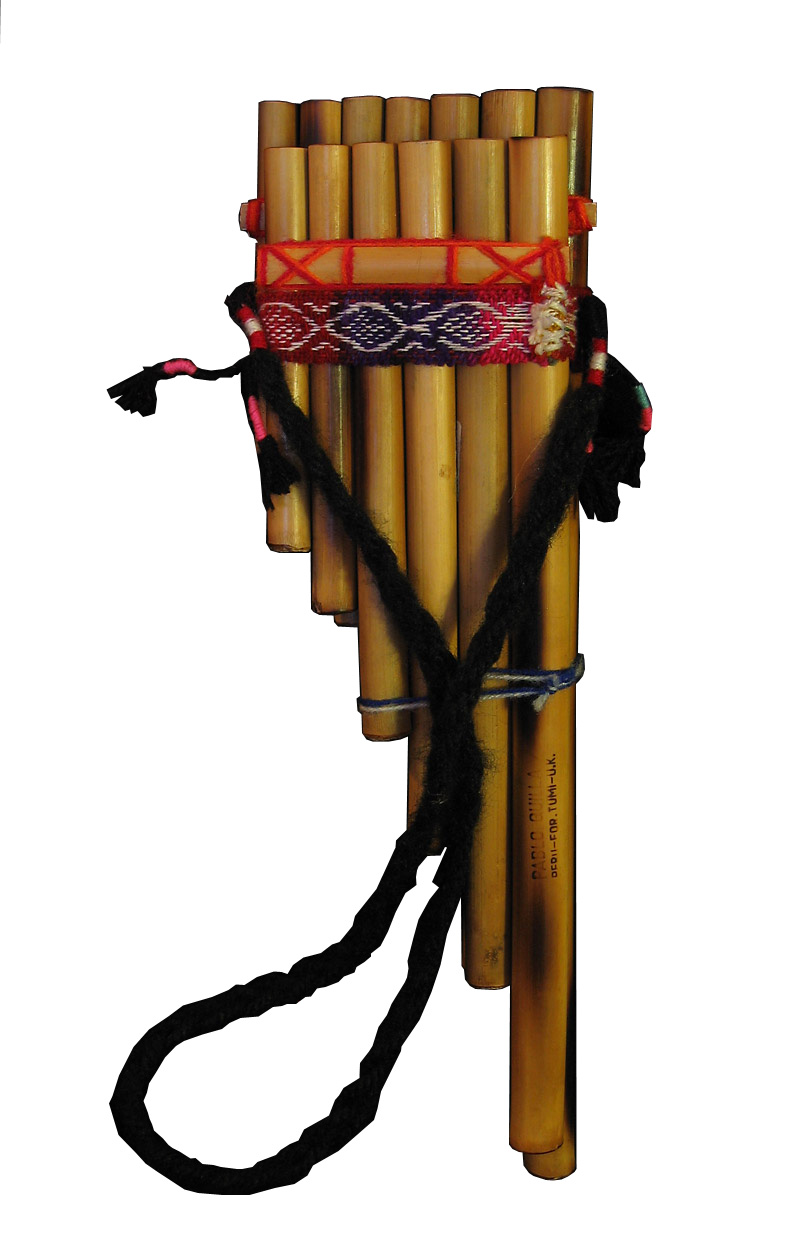
Zampoña peruana, de tipo Siku.

En el altiplano andino, una zona de la cordillera de los Andes (compartida por Ecuador, Perú, Bolivia, Colombia, Argentina y Chile), existían desde la época precolombina dos tipos de zampoñas nativas llamadas siku o sikuri (palabras en lengua aimara que se traducen como "tubo que da sonido") y antara, que siguen siendo utilizadas en la música folclórica; ambos tipos de zampoña son llamados "sicus" en Argentina.
Existe una tercera zampoña andina conocida como rondador, que se  piensa tuvo su origen en el Ecuador y sur de Colombia también durante la época precolombina y es muy similar al capador, una zampoña cuyo sonido se asemeja al trino de los pájaros, que fue utilizada por los chibchas en rituales religiosos y se ha encontrado en excavaciones arqueológicas. 
Debe considerarse también como una variedad de la zampoña, el humilde instrumento que se emplea en gran parte del Perú, llamado antara o (como se le conoce en la zona norte, desde Pallasca) andarilla.

### La siringa
En la Antigua Grecia, se conocía este instrumento como siringa en honor a la náyade Siringa (Σΰριγξ, Sýrinx), una ninfa de la cual el dios Pan se enamoró y fue convertida en caña.

### Elnai

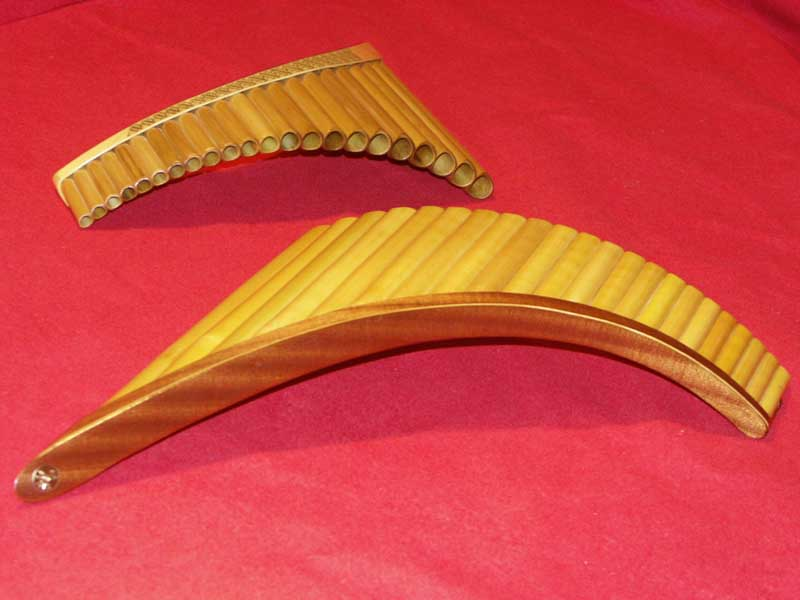
flauta de pan

En Rumania, es conocida como nai.

### Elpáixiāo
El páixiāo (pinyin, p'ai2 hsiao3 Wade-Giles) (en chino mandarín 排箫 (simplif.), 排蕭 (tradic.) [pʰɑi˩˥ ɕiaʊ˥˥]) es un antiguo instrumento de viento originado en China, que, aunque su interpretación fue antiguamente abandonada, ésta resurgió hacia el siglo XX.

### El siku
El siku es una zampoña o flauta de Pan formada generalmente por dos hileras de tubos de caña de diferentes longitudes: el arca, normalmente de siete tubos, y el ira, normalmente de seis, aunque según el tipo de sicu estas cantidades pueden variar notoriamente. 
Es de origen preincaico. Según el tamaño de los tubos, presenta cuatro "tipos" o variantes:
- Zampoñas tipo, denominadas "maltas" (malta) (generalmente afinadas en "mi"),
- "Chulis" (ch'uli, escritura aimara), afinados una octava por encima;
- "Zankas" (sanqa), afinadas una octava por debajo; y
- Toyos (t'uyu), con afinación dos octavas inferior a las maltas.

Otro ejemplar es la andarita en la zona norte, desde Pallasca hasta Cajamarca y aún Ecuador. Tiene similitudes con la zampoña altiplánica, pero su particularidad se da por el material empleado y el menor número de cañas.

### La antara
La antara es un importante instrumento musical precolombino de las culturas Paracas y Nasca, con una antigüedad de 2500 años o más.
En los vestigios de la cultura Nasca, se encuentran antaras de cerámica cromáticas y con acabos y conocimientos de acústica y física. Podemos señalar a los Nascas como los más avanzados músicos de toda América en su tiempo.
Los ejemplares distribuidos por muchos museos del Perú y del mundo, muestran el gran acabado que lograban los Nascas, no solo en la cerámica, sino también en las escalas musicales.
Se han realizado diversas investigaciones al respecto: Raoul y Marguerite D'Harcourt (1925), André Sas (1938), Robert Stevenson (1959), César Bolaños (1980), Américo Valencia Chacón (1982), Miguel Oblitas Bustamante (1984-2009), Arturo Ruíz de Pozo (1992) y Anna Gruczinska (1993).

### Guaira
En Honduras, la guaira es un "instrumento de viento indígena compuesto de varias flautas".